# Комар Іван Пилипович
Іва́н Пили́пович Кома́р (псевдо: «Калина», «Олесь», «Шелест», «Шепель»; нар. 26 березня 1915, с. Велика Лука, Тернопільський район, Тернопільська область — пом. 23 травня 1952, с. Чернихів, Зборівський район, Тернопільська область) — український військовик, провідник Тернопільського окружного проводу ОУН, лицар Срібного хреста заслуги УПА та Бронзового хреста заслуги УПА.

## Життєпис
Член ОУН з часів польської окупації краю, підрайонний провідник ОУН. У другій половині 1930-х років за націоналістичну діяльність переслідувався польською поліцією. Ймовірно, керівник Микулинецького районного проводу ОУН (1940), а згодом надрайонний провідник (Микулинецький і Козлівський райони) у Тернопільському повіті (05-06.1941), організатор і керівник повстанського загону ОУН («група Шепеля»), який роззброював червоноармійців (24.06-сер.07.1941) та відзначився у бою за райцентр Микулинці (02-03.07.1941). Провідник ОУН Тернопільського повіту і член проводу ОУН у м. Тернопіль (07-09.1941), заарештований німецькою поліцією (09.1941), з допомогою ОУН звільнений з в'язниці м. Тернопіль (1942), перейшов у підпілля. Провідник Тернопільського повітового/надрайонного проводу ОУН (1942-1948), організаційний референт (07.1947-1949), а відтак провідник Тернопільського окружного проводу ОУН з вересня 1949 до 23 травня 1952 року.

## Нагороди
- Згідно з Наказом Головного військового штабу УПА ч. 2/47 від 2.09.1947 р. керівник Тернопільського надрайонного проводу ОУН Іван Комар — «Олесь» нагороджений Бронзовим хрестом заслуги УПА.
- Згідно з Постановою УГВР від 15.06.1952 р. і Наказом Головного військового штабу УПА ч. 1/52 від 20.06.1952 р. керівник Тернопільського окружного проводу ОУН Іван Комар — «Олесь» нагороджений Срібним хрестом заслуги УПА.
- Відзначений медаллю «За боротьбу в особливо важких умовах» (22.01.1949).

## Вшанування пам'яті
- 24.08.2018 р. від імені Координаційної ради з вшанування пам'яті нагороджених Лицарів ОУН і УПА у с. Золота Слобода Козівського р-ну Тернопільської обл. Бронзовий хрест заслуги УПА (№ 061) та Срібний хрест заслуги УПА (№ 055)

передані Марині Комар, племінниці Івана Комара — «Олеся».